# Ґульчево (Великопольське воєводство)
Ґульчево (пол. Gulczewo, нім. Gülz) — село в Польщі, у гміні Вжесня Вжесінського повіту Великопольського воєводства.
Населення — 172 особи (2011).
У 1975-1998 роках село належало до Познанського воєводства.

## Демографія
Демографічна структура станом на 31 березня 2011 року:
|          | Загалом | Допрацездатний вік | Працездатний вік | Постпрацездатний вік |
| -------- | ------- | ------------------ | ---------------- | -------------------- |
| Чоловіки | 87      | 22                 | 59               | 6                    |
| Жінки    | 85      | 15                 | 56               | 14                   |
| Разом    | 172     | 37                 | 115              | 20                   |